# 秋田県幼稚園一覧
秋田県幼稚園一覧（あきたけんようちえんいちらん）は、秋田県の幼稚園の一覧。

## 国立幼稚園
- 秋田大学教育文化学部附属幼稚園

## 公立幼稚園

### 大館市
- 大館市立桂城幼稚園
- 大館市立花岡幼稚園

### 男鹿市
- 男鹿市立若美幼稚園

### 鹿角市
- 鹿角市八幡平なかよしセンター

### 由利本荘市
- 由利本荘市立西目幼稚園

### 潟上市
- 潟上市立天王幼稚園
- 潟上市立出戸幼稚園
- 潟上市立若竹幼稚園

### 大仙市
- 大仙市立大曲南幼稚園
- 大仙市立大曲北幼稚園
- 大仙市立みどり幼稚園
- 大仙市立太田ひがし幼稚園
- 大仙市立おおた幼稚園
- 大仙市立南外幼稚園

### 仙北市
- 仙北市立田沢幼稚園
- 仙北市立神代幼稚園
- 仙北市立生保内幼稚園

### 山本郡
- 藤里町立藤里幼稚園
- 八峰町立石川子ども園
- 八峰町立沢目子ども園
- 八峰町立塙川子ども園

### 南秋田郡
- 八郎潟町立八郎潟幼稚園
- 井川町立井川幼稚園
- 大潟村立大潟こども園

### 仙北郡
- 美郷町立六郷幼稚園
- 美郷町立千畑幼稚園
- 美郷町立仙南幼稚園

## 私立幼稚園

### 秋田市
- 秋田幼稚園
- 秋田市旭川幼稚園
- 秋田太陽幼稚園
- 秋田東幼稚園
- 新屋幼稚園
- 飯島幼稚園
- 勝平幼稚園
- けやき平幼稚園
- 港北幼稚園
- 御所野幼稚園
- こまどり幼稚園
- 山王幼稚園
- 下北手幼稚園
- 将軍野幼稚園
- 聖使幼稚園
- 聖霊女子短期大学付属幼稚園
- 外旭川幼稚園
- 高清水幼稚園
- 土崎幼稚園
- 土崎カトリック幼稚園
- 手形山幼稚園
- なかよし幼稚園
- 仁井田幼稚園
- ノースアジア大学附属のびのびこども園
- ノースアジア大学附属さくら幼稚園
- ひかり幼稚園
- 広面幼稚園
- 聖園学園短期大学附属幼稚園
- 四ツ小屋幼稚園
- ルーテル愛児幼稚園
- わかば幼稚園
- 和田幼稚園

### 大館市
- 大館幼稚園
- 大館カトリック幼稚園
- 大館神明幼稚園
- 大館八幡幼稚園
- 大館ホテヤ幼稚園
- 大館南が丘幼稚園
- 向陽幼稚園
- 扇田幼稚園

### 男鹿市
- いづみ幼稚園
- 北浦幼稚園

### 鹿角市
- 鹿角カトリック幼稚園
- 花輪幼稚園

### 能代市
- 愛慈幼稚園
- さかき幼稚園
- 渟城幼稚園
- 能代カトリック幼稚園
- 能代南幼稚園
- 東能代幼稚園

### 由利本荘市
- 清徳幼稚園
- 本荘幼稚園
- 本荘カトリック幼稚園
- 若草幼稚園

### 湯沢市
- 愛宕幼稚園
- 双葉幼稚園
- 湯沢若草幼稚園

### 横手市
- 上宮第一幼稚園
- 上宮第二幼稚園
- 土屋幼稚園
- こひつじ幼稚園

### にかほ市
- 仁賀保幼稚園
- きさかたひまわり幼稚園
- 白百合幼稚園

### 北秋田市
- 鷹巣教会幼稚園

### 潟上市
- 追分幼稚園
- 東湖幼稚園

### 大仙市
- 西仙ひまわり幼稚園
- 中仙幼稚園
- かみおか幼稚園

### 山本郡
- 八竜幼稚園（1960年開園、2024年3月閉園[1]）

### 南秋田郡
- 五城目幼稚園